# Claude Bernard-Aubert
Claude Bernard-Aubert (Durtal, 1930. május 26. – Le Mans, 2018. június 25.) francia filmrendező, forgatókönyvíró.

## Életpályája és munkássága
Újságíró, majd a tv munkatársa volt. Katonaidejét Indokínában, a mai Vietnámban töltötte. Élményei, a gyarmatosítók és cinkosaik embertelensége mély nyomot hagytak tudatában. Első filmjét itt forgatta. Az Őrjárat remény nélkül (1957) párizsi hivatalos körökben természetesen heves ellenkezést váltott ki. A vetítést a cenzúra csak jelentős változtatás után engedélyezte. Ahhoz is ragaszkodtak, hogy új címet adjon munkájának (Roham-őrjárat, 1958). Következő alkotása, a képzeletbeli dél-amerikai országban játszódó Belek a napon (1958) éles támadás a fajgyűlölet ellen. A cenzúra éppen ezért kihagyott belőle, továbbá megvonta export-engedélyét. Hasonlóan fogadták a Magyarországon is vetített Keserű szerelem (1961) című filmjét, egy néger orvostanhallgató és egy fehér leány szerelmének poétikus, határozott humanista állásfoglalású, modern formai megoldásokban gazdag történetét. A nouvelle vague, az új hullám egyik figyelemreméltó tehetsége, haladó szemléletű, szenvedélyesen politizáló művésze.

## Filmjei
- Őrjárat remény nélkül (1957)
- Roham-őrjárat (1958)[4]
- Belek a napon (Les tripes au soleil) (1958)
- Mérkőzés a halállal (Match contre la mort) (1959)
- Keserű szerelem (1961)
- Bőrvirág (À fleur de peau) (1962)
- A Dominici-ügy (1973)